# Rovsundet
Rovsundet är en sjö i Umeå kommun i Västerbotten och ingår i Sävarån-Tavelåns kustområde. Sjön har en area på 0,647 kvadratkilometer och ligger 0 meter över havet.

## Delavrinningsområde
Rovsundet ingår i det delavrinningsområde (708103-173369) som SMHI kallar för Rinner mot Yttre Täftefjärden. Medelhöjden är 2 meter över havet och ytan är 7,49 kvadratkilometer. Det finns inga avrinningsområden uppströms utan avrinningsområdet är högsta punkten. Avrinningsområdets utflöde mynnar i havet, utan att ha någon enskild mynningsplats. Avrinningsområdet består mestadels av skog (82 procent). Avrinningsområdet har 0,85 kvadratkilometer vattenytor vilket ger det en sjöprocent på 11,4 procent.